# XMLStarlet
XMLStarlet ist ein Kommandozeilenwerkzeug für die Verarbeitung von XML-Dokumenten. XMLStarlet wurde von Mikhail Grushinskiy in C entwickelt und greift auf die Bibliotheken libxml2 und libxslt (siehe XSL Transformation) zu. Es erzeugt je nach Aufrufparametern unterschiedliche, einfache XSLT-Templates und wendet diese auf ein Eingabedokument an.
Zum Funktionsumfang von XMLStarlet gehören u. a.
- Prüfen und Validieren von XML-Dokumenten (DTD, XSD, RelaxNG)
- Berechnen von XPath-Ausdrücken auf XML-Dokumenten (Summen etc.)
- Durchsuchen von XML-Dokumenten nach XPath-Ausdrücken
- Anwenden von Stylesheets
- Abfrage von XML-Dokumenten (Elemente, Attribute, Sortierungen etc.)
- Verändern und Bearbeiten von XML-Dokumenten (z. B. Löschen oder Umbenennen von Elementen)
- Formatieren von XML-Dokumenten
- XML-Dokumente per http- oder ftp-URLs herunterladen.

Die letzte aktuelle Version ist 1.6.1 und wurde am 9. August 2014 auf Sourceforge veröffentlicht.